# Eleições municipais em João Pessoa em 1985
As eleições municipais em João Pessoa em 1985 ocorreram em 15 de novembro, como parte das eleições em 201 municípios nos 23 estados brasileiros e nos territórios federais do Amapá e Roraima. Foi a primeira eleição da Nova República e a primeira onde os pessoenses escolheram seu prefeito pelo voto direto desde Domingos Mendonça Neto em 1962. No presente caso, foram eleitos o prefeito Carneiro Arnaud e o vice-prefeito João Cabral Batista.
Nascido em Pombal, o médico Carneiro Arnaud formou-se na Universidade Federal de Pernambuco em 1958. Especialista em Oncologia pela Associação Médica Brasileira e pela Sociedade Brasileira de Cancerologia, graduou-se em Administração de Empresas pelo Instituto Paraibano de Educação (IPE) em 1975. Nesse intervalo, fundou a Associação Paraibana de Hospitais em 1968, presidindo a mesma por dez anos, além de presidir a Sociedade Paraibana de Otorrinolaringologia e Broncoesofagologia. Médico do Instituto Nacional de Previdência Social (INPS), fundou e dirigiu a Clínica São Camilo, dirigiu o Hospital do Câncer Napoleão Laureano entre 1969 e 1979, além de ser professor da Santa Casa de Misericórdia da Paraíba e da Universidade Federal da Paraíba. Sobrinho de Alcides Carneiro, Janduhy Carneiro e Rui Carneiro, elegeu-se deputado federal pelo MDB em 1978. Restaurado o pluripartidarismo, migrou para o PP em 1980 e depois para o PMDB, sendo reeleito em 1982. Durante o mandato, foi favorável à Emenda Dante de Oliveira em 1984 e escolheu Tancredo Neves no Colégio Eleitoral em 1985, elegendo-se prefeito de João Pessoa nesse último ano.

## Resultado da eleição para prefeito
Foram apurados 122.548 votos nominais (94,56%), 1.398 votos em branco (1,08%) e 5.657 votos nulos (4,36%), resultando no comparecimento de 129.603 eleitores.
| Candidatos a prefeito de João Pessoa | Candidatos a vice-prefeito   | Número | Coligação                            | Votação | Percentual |
| ------------------------------------ | ---------------------------- | ------ | ------------------------------------ | ------- | ---------- |
| Carneiro Arnaud PMDB                 | João Cabral Batista PFL      | 15     | Aliança Democrática (PMDB, PFL, PDS) | 60.791  | 49,60%     |
| Marcus Odilon PTB                    | Gilvan Navarro PTB           | 14     | PTB (sem coligação)                  | 50.387  | 41,12%     |
| Calos Gláucio Sabino de Farias PL    | Antônio de Pádua Carvalho PL | 22     | PL (sem coligação)                   | 5.342   | 4,36%      |
| Wanderlei Caixe PT                   | Anísio Maia PT               | 13     | PT (sem coligação)                   | 4.419   | 3,61%      |
| Damião Galdino da Silva PPB          | Inácio Araújo Barbosa PPB    | 16     | PPB (sem coligação)                  | 1.252   | 1,02%      |
| Josélio Paulo Neto PDT               | Evandil Bandeira PDT         | 12     | PDT (sem coligação)                  | 357     | 0,29%      |
| Fontes:                              |                              |        |                                      |         |            |